# Parmaturus xaniurus
Parmaturus xaniurus är en hajart som först beskrevs av Gilbert 1892.  Parmaturus xaniurus ingår i släktet Parmaturus och familjen rödhajar. IUCN kategoriserar arten globalt som otillräckligt studerad. Inga underarter finns listade i Catalogue of Life.